# Diaphorus occidentalis
Diaphorus occidentalis is een vliegensoort uit de familie van de slankpootvliegen (Dolichopodidae). De wetenschappelijke naam van de soort is voor het eerst geldig gepubliceerd in 1915 door Van Duzee.